# Poussière du temps
Poussière du temps est un roman de Jacques Nels paru en 1946 aux éditions du Bateau ivre et ayant reçu le prix Interallié la même année.

## Éditions
- Poussière du temps, éditions du Bateau ivre, 1946.